# Nizina Dolnoamurska
Nizina Dolnoamurska – nizina w azjatyckiej części Rosji, ciągnąca się, raz szerszym, a raz węższym (zależnie od przebiegających grzbietów górskich) obszarem wzdłuż Amuru, od ujścia jego dopływów, Ussuri i Sungari, do Morza Ochockiego, stanowiąca zapadlisko tektoniczne.

## Charakterystyka
Szerokość niziny waha się od kilkuset metrów, do kilkudziesięciu kilometrów, a wysokości nie przekraczają stu metrów, z wyjątkiem odosobnionych grzęd górskich, których wysokości osiągają 400-1000 metrów. Są to twory złożone ze skał macierzystych. Taras zalewowy rzeki jest zbudowany z glin iłowo-pylastych, piasków oraz żwirów i leży około 3-4 metry nad lustrem rzeki. Jest poprzecinany licznymi odnogami na wiele wysp i wysepek. Na terenie tarasu wykształciła się duża liczba jezior połączonych z Amurem przepływami. Największe z nich to Bołoń i Udyl. Wielkie letnie powodzie powodują przesuwanie się koryt i odnóg, zmiany nurtu, powstawanie i zanikanie zarówno jezior, jak i wysp. Duża część tarasu jest zabagniona, ale w niektórych miejscach z nawiewanych piasków tworzą się wydmy wysokie na 2-4 metry. Taras nadzalewowy ma wysokość 6-7 metrów i zbudowany jest z czwartorzedowych iłów pylastych, piasków, piaskowców żelezistych oraz zlepieńców. Dolina Amuru znacząco rozszerza się w rejonie ujścia rzeki do morza. Amur tworzy tam ogromny łuki kończy się rozległym Limanem Amurskim. 